# Macowania
Macowania là một chi thực vật có hoa trong họ Cúc (Asteraceae).

## Loài
Chi Macowania gồm các loài: